# Mirko Matyáš
Mirko Matyáš (22. ledna 1919 - ???) byl český a československý bezpartijní politik, poslanec České národní rady a Sněmovny národů Federálního shromáždění na počátku normalizace.

## Biografie
Za druhé světové války byl aktivní v odboji a byl vězněn v koncentračním táboře Osvětim.
K roku 1969 se uvádí jako úředník, bytem Teplice. Absolvoval Právnickou fakultu Univerzity Karlovy. Pracoval jako ředitel Výstavby koridoru Most, odštěpný závod oborového ředitelství SHD v Mostě. V roce 1958 byl na dole Jan Šverma jmenován vedoucím odboru pro likvidaci města Ervěnice. Byl místopředsedou severočeského KNV a členem předsednictva Okresního výboru Svazu protifašistických bojovníků. Byla mu udělena pamětní medaile k 20. výročí osvobození. Do funkce místopředsedy KNV pro Severočeský kraj nastoupil v roce 1968 v rámci personálních změn pražského jara.
Po provedení federalizace Československa usedl v lednu 1969 do Sněmovny národů Federálního shromáždění. Nominovala ho Česká národní rada, v níž rovněž zasedal. Ve federálním parlamentu zasedal do konce funkčního období, tedy do voleb roku 1971.